# نبرد اوکینو

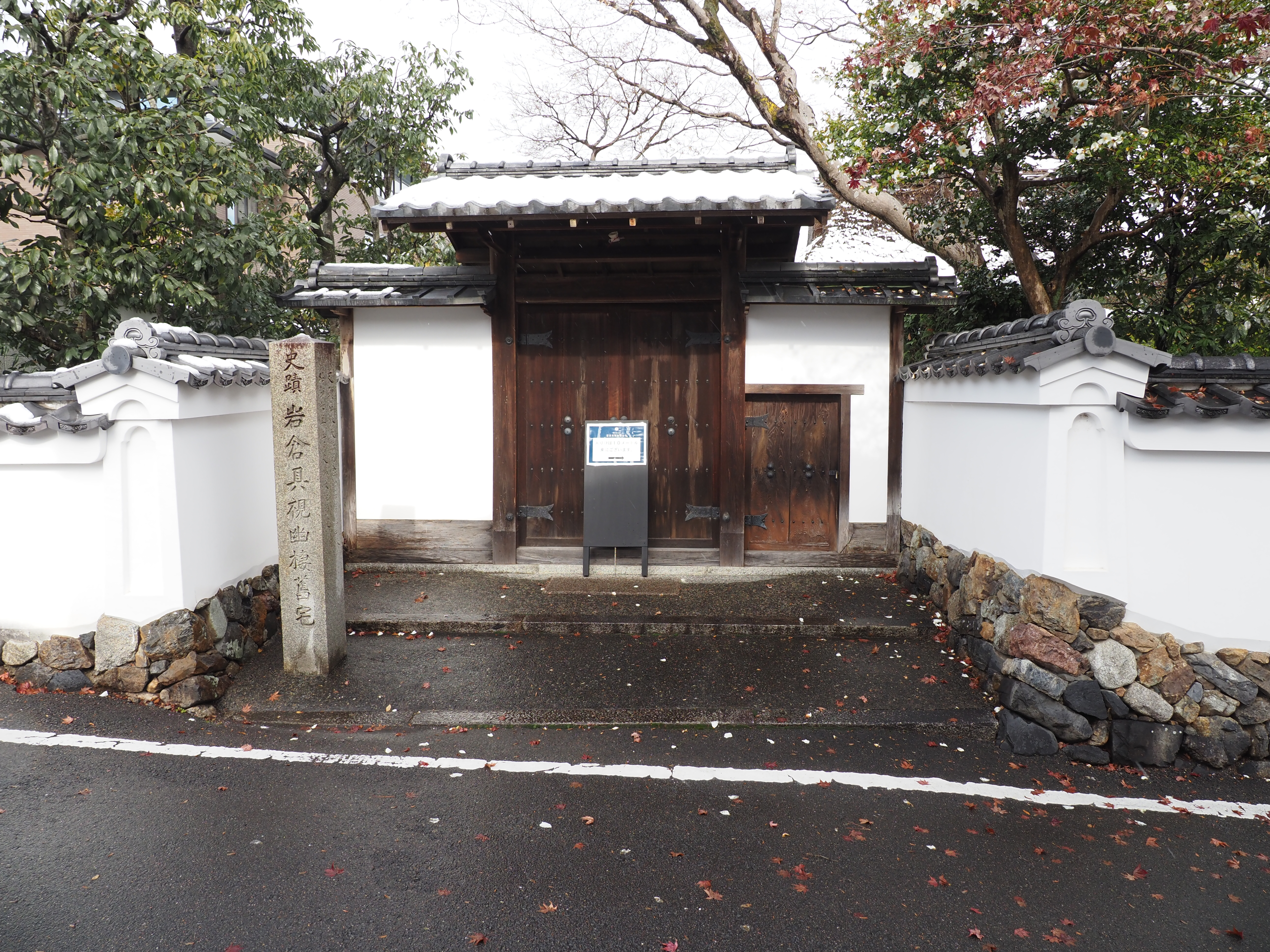
محل نبرد اوکینو

نبرد اوکینو (به ژاپنی: 浮野の戦い) یکی از نبردهای اودا نوبوناگا در دوره سنگوکو بود.